# Paul-André Lobstein
Paul-André Lobstein (2. Januar 1923 in Straßburg – 12. November 2012 in Straßburg) war ein Kämpfer der Résistance, Häftling in den Konzentrationslagern KZ Royallieu – Compiegne, Buchenwald, Ravensbrück und dem KZ-Außenlager Malchow.

## Biografie
Paul-André Lobstein stammt aus einer bekannten Straßburger Ärztefamilie. Zu einem nicht bekannten Zeitpunkt begann er das Medizinstudium an der 1940 nach Clermont-Ferrand umgesiedelten Université de Strasbourg, wobei sich der Elsässer der völkerrechtswidrigen Zwangsrekrutierung zur Wehrmacht (Malgré-nous) entzog. Im Februar 1943 trat er unter seinem Mitstudenten Paul Robert Gandar der Armée secrète der Region Clermont–Ferrand bei.

## Verhaftung
Am Nachmittag des 24. Juni 1943 waren in der Wohnung des Gymnasiallehrers Jean-Michel Flandin (1909–1969), dem Regionalleiter des Mouvements unis de la Résistance, zwei Polizeiagenten der deutschen SiPo–SD erschossen worden. Flandin war dabei nicht anwesend. Um 1.30 Uhr des Folgetages umstellten Mitglieder der SD-SiPo von Clermont-Ferrand das Studentenwohnheim „Gallia“ der Université de Strasbourg. Sie verhafteten 39 elsässische und lothringische Studenten, darunter den zwanzigjährigen Lobstein sowie Paul Robert Gandar. Die 39 Studenten wurden zur deutsch belegten Kaserne des 92. Infanterieregiments verbracht, von dort am 26. Juni in das Gefängnis La Mal Coiffée von Moulins. Am 18. Juli wurden die jüdischen Studenten in das Sammellager Drancy transportiert, die „arischen“ Studenten in das Konzentrationslager Royallieu in Compiègne.

## Konzentrationslager Compiègne und Buchenwald

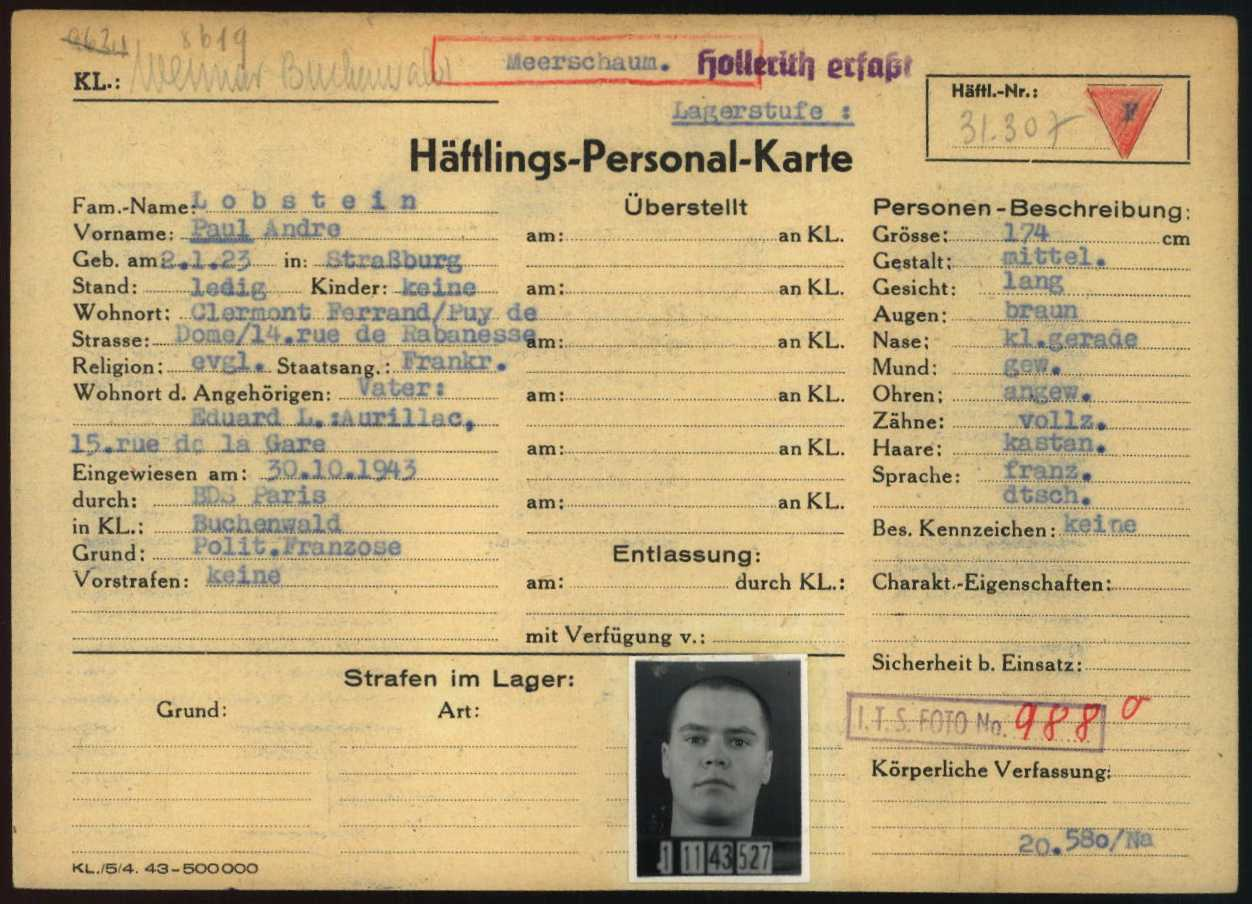
Häftlingskarte Paul–André Lobsteins mit der Häftlingsnummer 31307

Der Aufenthalt im deutschen Konzentrationslager Royallieu von Compiègne wurde von den Häftlingen der Gruppe „Gallia“ als erträglich beschrieben. Paul Hagenmuller (1921–2017): „Abgesehen von einigen Strafarbeiten wird nicht gearbeitet. Schläge sind seltener als im Gefängnis (La Mal Coiffée). Bücher vom Roten Kreuz und Pakete sind erlaubt. … Aber, und das möchte ich betonen, die ersten Studenten der Universität werden in voller körperlicher und geistiger Kraft nach Buchenwald und seinen Kommandos aufbrechen. Das macht den tragischen Anteil der Todesfälle in der Folgezeit umso bedeutsamer“. Lobstein war einer der 933 Männer, die mit dem Convoi 28 nach zwei Tagen Fahrt das Konzentrationslager Buchenwald erreichten. Dort erhielt er die Häftlingsnummer 31307 und wurde Block 26 zugeteilt.

## Konzentrationslager Dora
Am 28. September 1944 wurde Lobstein dem Konzentrationslager Dora überstellt und als Medizinstudent der Tuberkulosestation des Krankenreviers, Block 39 A, zugewiesen. Er wurde so zu einem bedeutenden Zeugen für die Behandlung Tuberkulosekranker und den Umgang mit ihnen im Konzentrationslager Dora: „Block 39 A,…, sollte gleich nach seiner Eröffnung gegen Ende Oktober (1944) ausschließlich Tuberkulosekranke aufnehmen. Bald schon genoss er einen finsteren Ruf. ... Außerdem stand das viel geräumigere neue Krematorium in zwanzig Metern Entfernung von der Baracke, sodss es bald schon nicht mehr nötig war, telefonisch die Leichenträger anzufordern, die jeden Morgen die Toten der Nacht wegräumten“. Im Rahmen seiner Tätigkeiten war er Zeuge des Todes von Claude Thomas (2. März 1905–6. November 1944), Juraprofessor der Universität Strasbourg, und des belgischen Studenten Marcel Lejeune (4. August 1922–19. Januar 1945). Außerdem bezeugte er, dass der Straßburger Student Alphonse Emile Heckly (27. Juni 1913–27. März 1945) Opfer einer tödlichen Selektion geworden war.

## Todesmarsch
Am 5. April 1945 verließ Lobstein mit dem letzten Evakuierungstransport von 4.000 Häftlingen das Lager Dora; Zielort war das KZ Sachsenhausen. Der Zugtransport endete bereits in Osterode. Hier wurden 416 Häftlinge, die zu schwach für den Weitermarsch waren, in verschlossenen Waggons zurückgelassen. Nach 40 Kilometer Marsch erreichte die Kolonne Oker bei Goslar, von wo der Zugtransport fortgesetzt werden konnte. Weil die Lagerleitung des KZ Sachsenhausen sich weigerte, die Kolonne aufzunehmen, wurde das zum KZ-Ravensbrück gehörige Jugendkonzentrationslager KZ Uckermark angesteuert. Dort kam der Transport am 14. April um 16 Uhr an. Lobstein erhielt die Häftlingsnummer 15979. Die Häftlinge mussten Panzergräben gegen die anrückende Sowjetarmee ausheben.
Am 26. April wurde auch dieses Lager geräumt und die SS trieb die Häftlinge zu Fuß in Richtung Westen. Am 28. April erreichte die Kolonne das Ravensbrück-Aussenlager Malchow. Am 1. Mai wurde der Marsch in Richtung Westen fortgesetzt. Nach und nach lösten sich die Marschgruppen auf; die Bewacher flohen. Am 8. Mai wurde Lobstein in Spornitz bei Parchim befreit. Am 16. Mai 1945 meldete er sich im Repatriierungszentrum von Lille.

## Nach dem Krieg
Nach dem Krieg heiratete Lobstein am 3. Juli 1950 Yvonne Lobstein, geb. Henry (* 1926), die an derselben Universität studiert hatte und bei der Razzia vom 23. November 1943 in Clermont–Ferrand kurzzeitig verhaftet worden war. Beide waren nach dem Krieg als Augenärzte in Straßburg tätig. Im Jahre 1953 war er Liquidator der Gruppe „Jean Cavaillès“, der „Association des déportés politiques et déportés résistantes der Universität Straßburg“. Er erhielt eine Invalidenpension von 100 % und zusätzlich 50 % für die Erkrankungen als Folge der Deportation.

## Ehrungen
- Chevalier de la Légion d`Honneur
- Médaille de la déportation pour faits de Résistance